# Alberto Pavón
Alberto Pavón Conde (nacido en Palma de Mallorca, España, el 13 de noviembre de 1975) es un actor y modelo español con residencia en México.

## Biografía
Ha participado en diferentes proyectos como La herencia, Las Malcriadas, La impostora y La Doña y La madrastra entre otras.

## Filmografía

### Televisión
| Año                                      | Tìtulo | Personaje          |
| ---------------------------------------- | --- | ------------------ |
| 2023                                     | Como dice el dicho - Solo quien carga el costal sabe lo que pesa                                                                                               | Mario              |
| 2022                                     | Mujeres asesinas | Cliente            |
| 2022                                     | La madrastra | Iñaki Arnella      |
| 2022                                     | La herencia | Henry Miller       |
| 2022                                     | Como dice el dicho - Si quieres llegar rápido, ve solo, pero si quieres llegar lejos, ve acompañado                                                            | Fernando           |
| 2021                                     | Un día para vivir | Pablo              |
| 2021                                     | Esta historia me suena | Víctor             |
| 2021                                     | Te acuerdas de mí |                    |
| 2020                                     | La mexicana y el güero |                    |
| 2020                                     | Diablero - Temporada 2 | Conquistador       |
| 2020                                     | Esta historia me suena |                    |
| 2019                                     | Sin miedo a la verdad: Despierta - Temporada 2 | Alfonso            |
| 2018                                     | Y mañana será otro día | Diego              |
| 2018                                     | Luis Miguel: la serie - Temporada 1 | Ejecutivo          |
| 2018                                     | Las Malcriadas | Olmo ferrer        |
| 2017                                     | Sr. Ávila - Temporada 2 | Reverte            |
| 2017                                     | El Capo: El amo del túnel |                    |
| 2017                                     | Me declaro culpable |                    |
| 2016                                     | La Doña | Trygve Vera        |
| 2016                                     | Coleccionistas - Temporada 3 |                    |
| 2016                                     | Mujeres de negro | Maestro            |
| 2016                                     | Como dice el dicho - "No le busques tres patas al gato" |                    |
| 2016                                     | Vuelve temprano |                    |
| 2015                                     | Antes muerta que Lichita | Charlie            |
| 2015                                     | Como dice el dicho - "El que enaltece será humillado" |                    |
| 2014                                     | La impostora | Iván Montenegro    |
| 2013                                     | Aún hay tiempo | Mario              |
| 2011                                     | La rabia | Boxeador           |
| 2007-2013                                | La que se avecina - Episodio: «Un chantaje, una exclusiva y un escándalo inmobiliario» Episodio: «Un lanzamiento, un resbalón y la abuela del vampiricántropo» |                    |
| 2006                                     | Yo soy Bea - Episodio: «Álvaro rechaza a Cayetana» | Oficial de policía |
| Planta 25 - Episodio: «Mi propia sangre» | Abogado |                    |
| 2003                                     | Aquí no hay quien viva - Episodio: «Érase una mudanza» | Rubén              |

### Cine
| Año  | Título                 | Personaje       |
| ---- | ---------------------- | --------------- |
| 2021 | La señora              | Hernán Cortés   |
| 2019 | El vestido de la novia |                 |
| 2017 | Plan V                 | Fresa Fortachon |
| 2015 | Sobre tus huellas      |                 |
| 2015 | Mexico's Eyes          |                 |
| 2013 | Aún hay tiempo         |                 |
| 2011 | Slides 2               |                 |

## Teatro
| Año  | Tìtulo                        | Personaje |
| ---- | ----------------------------- | --------- |
| 2019 | Celda, una última oportunidad | Emilio    |
| 2019 | La reina del sur              | Güero     |
| 2017 | Celia, el musical             |           |